# Raça (fantasia)
Em histórias de ficção, há divisão em raças dos personagens. As raças são grupos de seres diferentes que convivem no mesmo mundo, e geralmente apresentam a forma humana.
Geralmente citadas em jogos RPG, cada raça possui uma história, assim como cultura e crenças.
Na Terra-Média, as raças mais comuns são humanos, meio-elfos, meio-anões (muls), meio-dracônicos (dragonborns), meio orcs, elfos, anões, halfling (hobbits) e orcs.
Apesar das grandes diferenças entre as raças, é comum o cruzamento de duas raças diferentes e o nascimento de ser híbrido.
Cada obra possui uma definição para as raças, a obra Tolkeniana, por exemplo, existem os hobbits, e na mitologia de Warcraft, existem os Draenei. Sendo que existe também a mitologia geral que relaciona uma série de raças que existem em vários universos, como os orcs que aparecem no universo Tolkeniano, em Warcraft, Tibia e outros. Havendo apenas poucas diferenças como em Tibia, onde os orcs são criaturas semi-irracionais que foram inclusive escravizadas pelos minotauros (raça de inteligência quase-humana). Mas existem também raças que apresentam grandes diferenças como os Trolls, que aparecem como criaturas gigantescas e quase irracionais na obras de J.K. Rowling e de J.R.R. Tolkien, porém os trolls aparecem diferentes no universo de Dungeons & Dragons (onde aparecem no primeiro manual dos monstros em 1977 como carnívoros horrorendos) e nos universos de Tibia (Raça de baixo intelecto e poucas habilidade linguísticas, além de serem considerados péssimos lutadores) e Warcraft (A mais antiga raça de Areroth, que é aliada à Horda).